# American Chemical Society Award in Pure Chemistry
Der American Chemical Society Award in Pure Chemistry ist seit 1931 ein jährlich von der American Chemical Society (ACS) für Forschungen von Nachwuchswissenschaftlern in Chemie in Nordamerika vergebener Preis.
Er ist mit 5000 Dollar dotiert und wird auf der Frühjahrstagung der ACS vergeben. Der Preisträger darf nicht älter als 35 Jahre sein.

## Preisträger
- 1931 Linus Pauling
- 1932 Oscar K. Rice
- 1933 Frank H. Spedding
- 1934 C. Frederick Koelsch
- 1935 Raymond M. Fuoss
- 1936 John G. Kirkwood
- 1937 Edgar Bright Wilson
- 1938 Paul Doughty Bartlett
- 1940 Lawrence O. Brockway
- 1941 Karl August Folkers
- 1942 John Lawrence Oncley
- 1943 Kenneth Sanborn Pitzer
- 1944 Arthur C. Cope
- 1945 Frederick T. Wall
- 1946 Charles C. Price III.
- 1947 Glenn T. Seaborg
- 1948 Saul Winstein
- 1949 Richard T. Arnold
- 1950 Verner Schomaker
- 1951 John C. Sheehan
- 1952 Harrison S. Brown
- 1953 William von E. Doering
- 1954 John D. Roberts
- 1955 Paul Delahay
- 1956 Paul M. Doty
- 1957 Gilbert Stork
- 1958 Carl Djerassi
- 1959 Ernest M. Grunwald
- 1960 Elias James Corey Jr.
- 1961 Eugene E. van Tamelen
- 1962 Harden M. McConnell
- 1963 Stuart A. Rice
- 1964 Marshall Fixman
- 1965 Dudley R. Herschbach
- 1966 Ronald Breslow
- 1967 John D. Baldeschwieler
- 1968 Orville L. Chapman
- 1969 Roald Hoffmann
- 1970 Harry B. Gray
- 1971 R. Bruce King
- 1972 Roy G. Gordon
- 1973 John I. Brauman
- 1974 Nicholas Turro
- 1975 George Whitesides
- 1976 Karl F. Freed
- 1977 Barry Trost
- 1978 Jesse L. Beauchamp
- 1979 Henry F. Schaefer
- 1980 John E. Bercaw
- 1981 Mark S. Wrighton
- 1982 Stephen R. Leone
- 1983 Michael J. Berry
- 1984 Eric Oldfield
- 1985 Ben S. Freiser
- 1986 Peter G. Wolynes
- 1987 George McLendon
- 1988 Jacqueline K. Barton
- 1989 Stuart Schreiber
- 1990 Peter G. Schultz
- 1991 Nathan S. Lewis
- 1992 Charles M. Lieber
- 1993 Jeremy M. Berg
- 1994 Gerard F. R. Parkin
- 1995 M. Reza Ghadiri
- 1996 Ann E. McDermott
- 1997 Erick M. Carreira
- 1998 Christopher C. Cummins
- 1999 Chad A. Mirkin
- 2000 Chaitan Khosla
- 2001 Carolyn Bertozzi
- 2002 Hongjie Dai
- 2003 Jillian M. Buriak
- 2004 Mei Hong
- 2005 Yang Peidong
- 2006 David R. Liu
- 2007 Xiaowei Zhuang
- 2008 Rustem F. Ismagilov
- 2009 Garnet K. L. Chan
- 2010 Phil S. Baran
- 2011 Melanie S. Sanford
- 2012 Oleg V. Ozerov
- 2013 Theodor Agapie
- 2014 Sara E. Skrabalak
- 2015 Adam E. Cohen
- 2016 Jonathan S. Owen
- 2017 Neal K. Devaraj
- 2018 Mircea Dincă
- 2019 Danna Freedman
- 2020 Corinna Schindler
- 2021 Rebekka S. Klausen
- 2022 Gabriela S. Schlau-Cohen
- 2023 Julia A. Kalow
- 2024 Jarad A. Mason
- 2025 Timothy C. Berkelbach[1]
- 2026 Phillip J. Milner[2]